# 近藤信好
近藤 信好（こんどう のぶよし、1930年8月25日 - 2005年5月29日）は日本の政治家。足立区議（2期）、第30代足立区議会副議長、東京都議（6期）、第31代都議会議長を歴任した。長女は足立区長の近藤弥生。

## 経歴
1930年8月25日、群馬県多野郡万場町（現：神流町）に生まれる。1955年に日本大学歯学部を卒業。1958年に近藤歯科医院を開業。1967年から足立区議会議員を2期6年務める。この間、第30代足立区議会副議長（1971年5月25日から1972年7月6日）を務める。1973年、東京都議会議員選挙に足立区選挙区から立候補して、初当選する。都議会では、警務消防委員会委員長（1979年から1980年）、都議会自民党政調会長（1981年から1982年）、都議会自民党幹事長（1983年から1984年）、議会運営委員会委員長（1983年から1984年）を歴任した。1987年9月に第31代東京都議会議長に就任した。1988年からは全国都道府県議会議長会会長も務めた。1989年7月に議長を退任した。その後は、賀詞起草特別委員会委員長（1991年）を務めた。1996年10月7日、衆議院選挙に立候補するため都議会議員を辞職した。第41回衆議院議員総選挙では東京13区から立候補したが、新進党の鴨下一郎に敗れた。その後は、東京都選挙管理委員会委員長（1999年から）を務めた。2005年5月29日に死去した。

## 栄典
- 1988年 - 藍綬褒章[2][3]
- 2000年 - 勲三等旭日中綬章[2][3]